# Doodsengelen van Lainz
Lainzer Todesengel ofwel Doodsengelen van Lainz  is de term die in de Oostenrijkse pers werd gebruikt voor vier verpleeghulpen uit het toenmalige Krankenhaus Lainz, een ziekenhuis in Wenen. De vier verpleeghulpen werden in 1991 als dader ofwel medeplichtige veroordeeld voor 42 gevallen van dood door schuld, poging tot moord ofwel moord in de jaren 1983 tot en met 1989.

## Achtergrond
De misdrijven vonden plaats in Paviljoen V van het toenmalige Krankenhaus Lainz. Paviljoen V hoorde bij afdeling interne geneeskunde. Er kwamen vaak patiënten met slechts een minimale kans op genezing terecht. Van de verpleeghulpen werd veel gevergd: van hen werd verwacht dat zij het werk deden van geschoolde verpleegkundigen, zoals het toedienen van injecties. Zelfs taken die specifiek aan artsen voorbehouden zijn belandden op hun schouders. Daardoor hadden de verpleeghulpen ook een nauwelijks gecontroleerde toegang tot medicijnen. Tegelijkertijd waren ze niet voorbereid op het omgaan met doodzieke en hulpeloze patiënten, die vaak moeilijke persoonlijkheidsveranderingen meemaakten.

## Werkwijze
De veroordeelde verpleeghulpen waren Irene Leidolf, Stefanija Meyer, Maria Gruber en Waltraud Wagner. Wagner gold als de leider van de groep. Op haar afdeling werd ze gerespecteerd en gevreesd. Zij deelde haar kennis inzake methoden van levensbeëindiging met haar mededaders. Door verschillende en onopvallende methoden te kiezen konden ze hun daden door de jaren heen verbergen. Ze gaven hun slachtoffers dodelijke doses  rohypnol of insuline, of brachten water in via de luchtpijp om zo bij patiënten met longoedeem een natuurlijke dood door verstikking te suggereren. De sterfgevallen vielen in een omgeving van vele andere terminaal zieke patiënten minder op. Toch deden er in de loop van de tijd geruchten de ronde op de afdeling.

## Opheldering
Het afdelingshoofd kreeg de geruchten te horen. Toen er zich kort daarna een verdacht sterfgeval voordeed schakelde hij de politie in. De verpleeghulpen waren in het begin van het onderzoek heel open, hoewel ze later hun bekentenissen gedeeltelijk introkken. Snel ontstond er grote publieke aandacht. De gebeurtenissen werden later het grootste Oostenrijkse verpleegschandaal genoemd. De daders werden in de kranten als duivels ofwel doodsengelen betiteld. In 1991 werden de vier hulpen veroordeeld:
- Waltraud Wagner tot levenslang wegens 15 moorden en 17 pogingen daartoe;[5]
- Irene Leidolf tot levenslang wegens vijf moorden en twee pogingen daartoe;[6]
- Stefanija Meyer tot 20 jaar wegens zeven pogingen tot moord en keer dood door schuld;[7]
- Maria Gruber tot twaalf jaar wegens twee pogingen tot moord.[8]

Wagner en Leidolf werden in 2008 voorwaardelijk vrijgelaten. Toen bevonden Meyer en Gruber zich al meerdere jaren op vrije voeten. Zij vermijden sindsdien het contact met het publiek en hebben blijkbaar allen hun naam gewijzigd. Het ziekenhuis werd in 2000 van Krankenhaus Lainz in Krankenhaus Hietzing hernoemd. Ook het bejaardenhuis ernaast kreeg een andere naam: van Plegeheim Lainz werd het Geriatriezentrum am Wienerwald. Dit werd gedaan om de beschadigde reputatie van Lainz (oorspronkelijk een onderdeel van het Weense district Hietzing) teniet te doen.

## Film
Het gebeuren inspireerde Peter Kern in 2010 tot zijn film Die Mörderschwestern.